# 本庄第一中学校・高等学校
本庄第一中学校・高等学校（ほんじょうだいいちちゅうがっこう・こうとうがっこう）は、埼玉県本庄市仁手にある、中高一貫教育を提供する男女共学の私立中学校・高等学校。学校法人塩原学園が運営する。

## 概要
前身の塩原裁縫女学校にちなむ。昭和14年に本庄高等家政女学校と改称した。のちに昭和32年本庄家政高等学校を本庄女子高等学校と再び改称し、普通科および家庭科課程を設置した。平成5年男女共学化に伴い、本庄第一高等学校となる。
2016年4月1日には併設となる本庄第一中学校が開校した。
上記より併設の本庄第一中学校開校により、現在の「本庄第一中学校・高等学校」にいたる。
2019年4月1日より、新教育システム開始。
新型コロナウイルス禍になり、GIGAスクール構想が国の方で進みつつあるが、本校はそれ以前からICTを活用した教育に力を入れ、クラウド上のデジタルキャンパスでさまざまな学校の連絡事項を教員が生徒に共有してきたが、その一環として本庄第一中学校開校当時の2016年度から中学校はICT教育に力を入れ、中学校は2016年度入学生より、高校は2019年度入学生より全ての新入生に1人一台のタブレット型パソコン端末の購入を入学準備教材の一つとして義務付けている。なので、新型コロナウイルスで休校になった時期にはいち早くタブレット型パソコン端末を用いGoogle classroom を活用し、オンラインでの課題配信、また連動したGoogle meetでオンラインでのホームルームや授業、担任との二者面談、さらにはオンライン部活などを実施した。
中学校のカリキュラムは３か年完結型で高校の学習内容を先取りせず、本庄第一高校への内部進学を原則としていない。そのため、公立トップ高校や外部の難関私立高校を受験することも可能である。

## 高等学校の学科

### 設置学科
全日制普通科
- １年次
  - S類型
  - A I類型アドバンス
  - A I類型スタンダード
  - A II類型

それぞれ2019年度よりスタート。
＊A I類型は2021年度よりアドバンスとスタンダードに分割。
- ２・３年次
  - S類型（国立・私立文理別）
  - 文系I型
  - 理系I型
  - 文系II型

それぞれ2020年度よりスタート。
１年次の成績（実力）と希望により全てのクラスへの進級が可能。
どのコースもどの入試形式に対応している。
現在のコースに改変されたことにより、どのコースでも部活動への積極的加入が推奨されている。

## 廃止学科
- 特別進学類型　最難関国公立大学(S特)から難関私立大学(特総)の現役合格を目指す。一般入試利用大半。
  - S特別進学コース　(文理融合　1組)
  - 特別進学コース       (文理別　文理1クラスずつ　2・3組)
  - 特別進学総合コース（文理融合 1クラス　4組）部活動との両立者も多く、推薦入試利用も多い。
- 進学類型　部活動との文武両道を目指し、私立大学の推薦入試や専門学校・就職など幅広い進路実現を目指す。
  - 進学αコース　(文理別)　部活動との両立者も多く、推薦入試利用も多い。
  - 進学βコース    (文系のみ)　部活動を中心に、様々な進路を目指す。

それぞれ2008年度より開始されたが、2019年度の新教育システム開始により募集停止され、2020年度をもって廃止された。

## 沿革
- 1925年6月4日 - 塩原裁縫女学校を開設（埼玉県知事認可） 校長 塩原市三郎
- 1931年4月22日 - 塩原高等裁縫女学校（甲種実業学校）と改称（文部大臣認可）
- 1939年10月31日 - 本庄高等家政女学校（甲種実業学校）と改称
- 1954年1月1日 - 準学校法人塩原学園設立(埼玉県知事認可)
- 1954年 11月27日 - 準学校法人塩原学園を組織変更し、学校法人塩原学園を設立(埼玉県知事認可)　理事長　塩原市三郎   　本庄家政高等学校家庭科課程(新制高等学校)設置 　本庄家政女学校(各種学校)を本庄家政専門学校と校名変更し併設
- 1957年 - 普通科課程設置。これに伴い校名を本庄家政高等学校から「本庄女子高等学校」に改称
- 1959年 - 商業科課程設置
- 1978年8月8日 - 新校舎建設起工式挙行
- 1979年9月10日 - 一期工事竣工
- 1979年 9月12日 - 現在地に全面移転　（本庄市仁手）
- 1980年11月1日 - 二期工事竣工　全館完成
- 1983年 - 進学コース開設
- 1983年 11月5日 - メモリアル60(合宿棟)竣工祝賀記念式典挙行
- 1984年 - 体育コース開設
- 1985年10月19日 - 創立60周年記念式典挙行
- 1987年7月 - 第3回全日本高校女子サッカー大会　初優勝
- 1988年 - 特別進学コース開設
- 1989年 4月1日 - 普通教室棟第一平成棟竣工
- 1989年 7月1日 - SI宣言・SI計画始動
- 1990年 4月1日 - 類型コース制導入
- 1991年 1月1日 - 国際コース設置　国際交流事業を始動
- 1993年 4月1日 - 男女共学化に伴い、校名を本庄女子高等学校から「本庄第一高等学校」に改称
- 1993年 8月 - 第2回全日本高等学校女子サッカー選手権大会　2回目の優勝
- 1995年 3月26日 - 第二体育館　第二普通教室棟竣工
- 1995年 10月12日 - 創立70周年記念式典挙行
- 1996年 - 家庭科廃止
- 1998年 4月 - 第二グラウンド完成
- 1998年 4月1日 - 第二次SI計画始動　学園理念「響生」を制定     新教育システム　芸術コース開設
- 2004年 4月1日 - 従来の国際コースを留学コースと改称し、芸術コースと併せ、留学・芸術選択コース開設
- 2005年 10月29日 - 創立80周年記念式典挙行
- 2007年 4月1日 - 特別進学類型 S特別進学コース設置
- 2008年 - 商経コース廃止
- 2008年 - 体育コース、留学芸術選択コース廃止
- 2008年 - 特別進学コース、進学αコース・進学βコースに体育専攻、芸術専攻設置
- 2008年 4月1日 - 進学類型αコース・βコース開設 2類型4コース制開始
- 2008年 8月 - 第90回全国高等学校野球選手権記念大会　北埼玉代表 初出場(甲子園)
- 2010年 8月 - 第92回全国高等学校野球選手権大会  埼玉県代表 2回目の出場(甲子園)
- 2012年 3月27日 - 第21回全国高等学校剣道選抜大会　優勝
- 2014年 5月19日 - 埼玉県が旧本庄北高等学校の土地と建物を学校法人塩原学園に売却、本庄第一高等学校を設置する学校法人塩原学園が購入[5]
- 2014年 9月9日 - 2014年度第3回埼玉県私立学校審議会により本庄第一中学校の設置計画が承認される[6]
- 2015年度生2年次より、 特別進学類型に、特別進学総合コースを設置する。
- 2016年 4月1日 - 本庄北高等学校の跡地に、本庄第一中学校を開校
- 2019年度 - 新教育システム開始。これまでの類型を廃止して、新たに、S類型  A I類型  AII類型を設置する。
- 2019年 10月15日 - 学校法人塩原学園が、学校法人國學院大學（東京都渋谷区）との包括的連携に関する基本協定を締結。
- 2021年度 - A I類型において入学時に「アドバンス」と「スタンダード」にクラスを分割。(入学試験時にはA  I類型という括りで試験をこれまでと同様に実施。)
- 2024年度 - サッカーグラウンド人工芝竣工
- 2025年度 - 通信制課程の学校を本庄市駅南2丁目に開設
- 2025年6月4日 - 創立100周年を迎える

## 教育方針
お互いに響き生う学園を目指し、学園理念として『響生』ということばを制定している。この理念を前提に毎週月曜(祝日などの場合は除く)に『響生』の授業を展開する。「響生の時間」という集会を催し、決められたテーマに沿って校長が話をするほか、外部から講師を招き講演会を開く。

## 部活動
指定強化部活動に指定されている部活動もある。
《運動部》                                                                                                                                                                                                                                                      
- 【指定強化部活】                                                                                                                                                                                                                                                               
  - 野球部(男子)
  - 剣道部(男女)
  - サッカー部(男子)
  - サッカー部(女子)
  - 駅伝部(男女)
  - ゴルフ部(男女)
  - バレーボール部(男子)
  - バレーボール部(女子)
  - 卓球部(男女)
  - バドミントン部(男女)
  - ソフトテニス部(男女)
  - 陸上部(男女)
  - ソフトボール部(女子)
  - バスケットボール部(男子)
  - ダンス部(男女)
  - チアリーディング部(女子)
  - ラグビー部(男子)

- 【部活】
  - 馬術部(男女)
  - バスケットボール部(女子)
  - フットサル同好会(男子)
  - 空手愛好会(男女)→2022年度新規創部

- 【実績】
  - 野球部：須長三郎監督時代の2008年第90回全国高等学校野球選手権記念大会北埼玉大会で優勝し、春夏を通じて初の甲子園出場を果たした。全国大会では1回戦で島根県代表開星高校にサヨナラ勝ち。2回戦で青森県代表青森山田高校に敗戦。2010年には第92回全国高等学校野球選手権大会埼玉大会で優勝し、2年ぶり2回目の甲子園出場を果たした。初戦で高知県代表明徳義塾高校に敗戦。
  - 女子サッカー部：1993年、第2回全日本高等学校女子サッカー選手権大会 優勝。
  - 女子バレーボール部：第28回春の高校バレー出場。
  - 剣道部：県内の高校でも秀逸な実績を常に誇る。2021年度には、男子個人で３人の選手がインターハイに出場。
  - ダンス部：全日本高校・大学ダンスフェスティバルin神戸 審査員賞受賞

《文化部》　
- 【指定強化部活】
  - 美術部
  - 書道部
  - 吹奏楽部
- 【部活】
  - ESS
  - クイズ研究会
  - 家庭科部
  - 茶道部
  - 写真部
  - 生物部
  - 物理愛好会
  - 放送部
  - パソコン部
  - ボランティア部

- 【特別活動　(文化部の一つとされる)】
  - 生徒会

- 【実績】
  - 吹奏楽部：全日本高等学校吹奏楽大会in横浜 出場
  - 美術部：第 43 回全国高等学校総合文化祭（こうち総文）　出場 1 名　第 65 回全日本学生美術展　特選 2 名　第 69 回埼玉県美術展　特選1名　入選6名
  - 書道部：全日本書道パフォーマンス甲子園in四国中央 出場

その他、多数の部活動が大いに活躍中。詳しくは学校のホームページを参照のこと。

## 著名な出身者
- 山郷のぞみ - 元女子サッカー選手（元浦和レッドダイヤモンズ・レディース）
- 池田浩美 - 元女子サッカー選手（元TASAKIペルーレFC）
- 岸一美 - 元女子サッカー選手（元浦和レイナスFC）
- 田中桜 - 元女子サッカー選手
- 中岡麻衣子 - 元女子サッカー選手（元TASAKIペルーレFC）
- 栗田陽介 - シッティングバレーボール選手
- 奥田ペドロ - 野球選手（元シアトル・マリナーズ傘下所属）
- 篠原玲央 - 野球選手（くふうハヤテベンチャーズ静岡所属）
- 占部佑季 - 元ファッションモデル（元タンバリンアーティスツ所属）
- 中町俊耶 - 車いすラグビー選手（東京2020パラリンピック競技大会日本代表）[7]
- そら - YouTuber（アバンティーズ）
- エイジ - YouTuber（アバンティーズ）

## 中学校不祥事

### 中学校施設
本庄第一中学校を運営する学校法人塩原学園が、格安購入の条件であった建物の取り壊しを行っていないことが2018年12月に発覚した。その後同学園は解体する予定だった建物の一部を解体せず利用することに方針を転換した。これにより、県は新たに約5542万円を同学園が支払うように契約を変更する方針案をまとめた。

### 中学校部活動
2021年12月28日から翌29日の長時間にかけて、当時中学校剣道部監督だった中学校教諭Kが竹刀を用いて喉を突いたり、脇を突く体罰を行なっていたことが判明。2022年6月頃に体罰被害に遭った生徒の保護者が学校に被害届を提出。県警も入り調査をしていくなかで県警が確信を持ったとして、2022年8月25日に被疑者を逮捕した。県警の調べに対し容疑を認め、「私が未熟な事からこういうことを起こしてしまった。まずは、しっかり被害に遭った生徒に謝罪したい」と述べたという。

## 交通
JR高崎線本庄駅北口３番スクールバス乗り場よりスクールバスにて10分　本庄駅より徒歩で約40分
　現在、通学域の伊勢崎・玉村方面・太田方面・藤岡方面・児玉・神川方面・上里方面・寄居方面・妻沼・深谷方面・熊谷方面・皆野方面・秩父・影森方面・小鹿野方面・神保原駅南口・本庄駅北口より直接スクールバスを運行中。
2022年度より大幅にスクールバス停留所増設＆運行地域拡大見直しを行った。
全方面スクールバス利用料金無料運行。(2022年度より小川方面への運行は廃止された。)
詳しくは学校HPを参照のこと。